# Мелдерешть (Ледешть, Вилча)
Мелдерешть, Мелдерешті (рум. Măldărești) — село у повіті Вилча в Румунії. Входить до складу комуни Ледешть.
Село розташоване на відстані 171 км на захід від Бухареста, 35 км на південний захід від Римніку-Вилчі, 65 км на північ від Крайови, 149 км на південний захід від Брашова.

## Населення
За даними перепису населення 2002 року у селі проживали 347 осіб, усі — румуни. Усі жителі села рідною мовою назвали румунську.